# 金沢宿 (甲州街道)
金沢宿（かなざわじゅく）は、甲州街道の江戸から数えて四十三番目の宿場。現在の長野県茅野市金沢に位置する。江戸から48里35町、上諏訪から3里14町に位置する。
甲州街道が整備された際に、上青柳・下青柳両村の住民が権現神社の南と御社宮司社の脇に桝形を設け、その間に宿場を造営したとされる。正保4年（1647年）の「信濃国絵図高辻」では青柳宿と称し、現在よりも上諏訪宿寄りにあったが、宮川の氾濫や火災に遭遇したため、諏訪藩2代藩主諏訪忠恒は慶安4年（1651年）に宿場を金沢村に移転させた。村役人の記録も「慶安四年、青柳宿ヲ金沢宿ト相改メ候」と見え、寛文5年（1665年）の宗門帳には金沢村とある。
金沢宿の宿場は長さ8町、道幅5間で、両側に桝形があり、上町、中町、下町に区分されていた。道の中央と家並みの裏に3尺の用水汐が流れていた。『甲州道中宿村大概帳』によれば総家数は161軒、本陣は1軒、脇本陣なし、問屋は2軒、旅籠は17軒であった。本陣は当初、小松家が務めたが、延宝6年（1678年）には白川家に代わっている。現在は本陣跡が消防の詰め所となっている。問屋役は15日交代で人馬を継ぎたてた。
当宿場と上諏訪宿の間の宿である茅野村(宮川村茅野｡現在の茅野市宮川茅野）は、南へ杖突街道が伊那部宿に通じ、高遠藩主や飯田藩主が参勤交代に利用した。また北へは大門街道が上田に通じ、諏訪盆地の交通の要衝となった。

## 史跡
今も江戸時代の金沢宿の面影を残す史跡。
- 萬霊等・石碑（金沢宿入口）
- 旧甲州街道金沢宿旅籠松坂屋
- 旧甲州街道金沢宿刑場跡
- 旧甲州街道金沢宿茶屋近江屋
- 旧甲州街道金沢宿本陣小松家跡
- 旧甲州街道金沢宿馬方小林家
- 権現の森（金山権現[5]・青柳宿跡）